# 程谨轩
程谨轩，绰号“程麻皮”，上海租界时代著名地产商，徽商，安徽歙县人。
程谨轩原是安徽歙县的一名木匠，因面有麻点，绰号“程麻皮”。太平天国战争期间作为挑夫随淮军的兵舰前往上海。战后，程谨轩留在上海，从事建筑业，曾担任新沙逊洋行的买办。程谨轩看好上海公共租界西区的发展前景，大量购进西区土地。随着上海公共租界西区地价的大幅升值，到19世纪末，程谨轩一跃成为上海仅次于沙逊、哈同的“地皮大王”，称为“中国哈同”。
1900年前后程谨轩去世，由于长子程友兴自幼聋哑，由次子程霖生继承父业。长孙程贻泽则为体育活动家。